# Banora
Banora är en ort i Guinea.   Den ligger i prefekturen Dinguiraye Prefecture och regionen Faranah Region, i den centrala delen av landet, 400 km nordost om huvudstaden Conakry. Banora ligger 424 meter över havet och antalet invånare är 32 998.
Terrängen runt Banora är platt. Runt Banora är det glesbefolkat, med 13 invånare per kvadratkilometer. Det finns inga andra samhällen i närheten. Omgivningarna runt Banora är huvudsakligen savann.